# 解放路街道 (阿勒泰市)
解放路街道，是中华人民共和国新疆维吾尔自治区阿勒泰地区阿勒泰市下辖的一个街道办事处。

## 沿革
1984年11月，阿勒泰撤县改市。1985年，撤销阿勒泰镇，城区分设解放路、金山路、下窝子、郊区4个办事处，其中解放路位于阿勒泰市中部，面积7平方公里，人口1.8万，民族有汉族、哈萨克族、维吾尔族、回族为主，其中汉族占73.1%。境内有解放路、解放南路北段、团结路北段、将军山路等，为阿勒泰商业与金融中心。当地驻有阿勒泰地区党政机关。

## 行政区划
解放路街道下辖以下地区：
解放路社区、解放南路社区和解放北路社区。

## 文化医疗
该地区的学校有阿勒泰市第三中学等；政府单位有中共阿勒泰地区委员会、阿勒泰地区行署，景点有金山广场、将军山森林公园。

## 图库

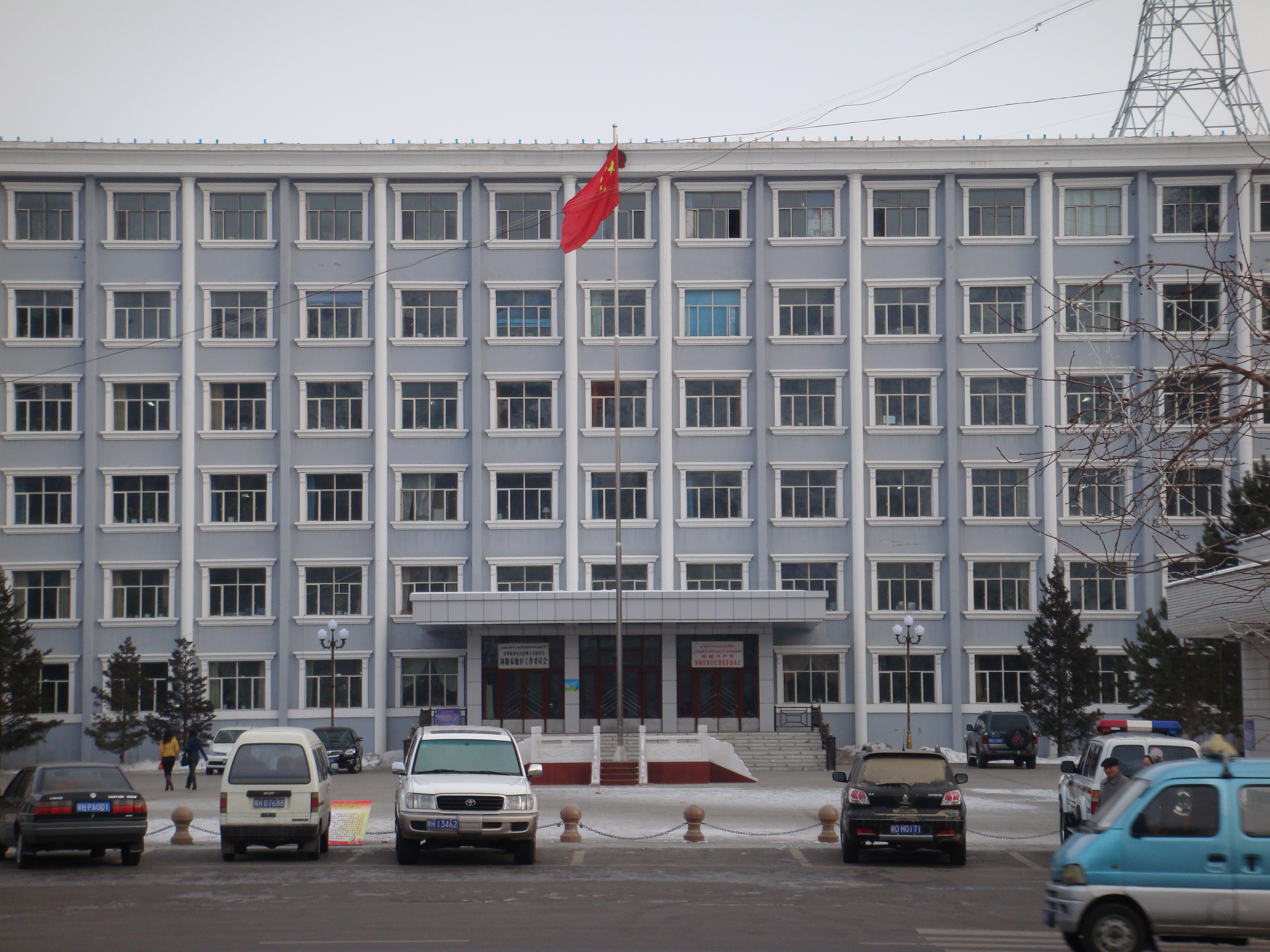
阿勒泰地区行署
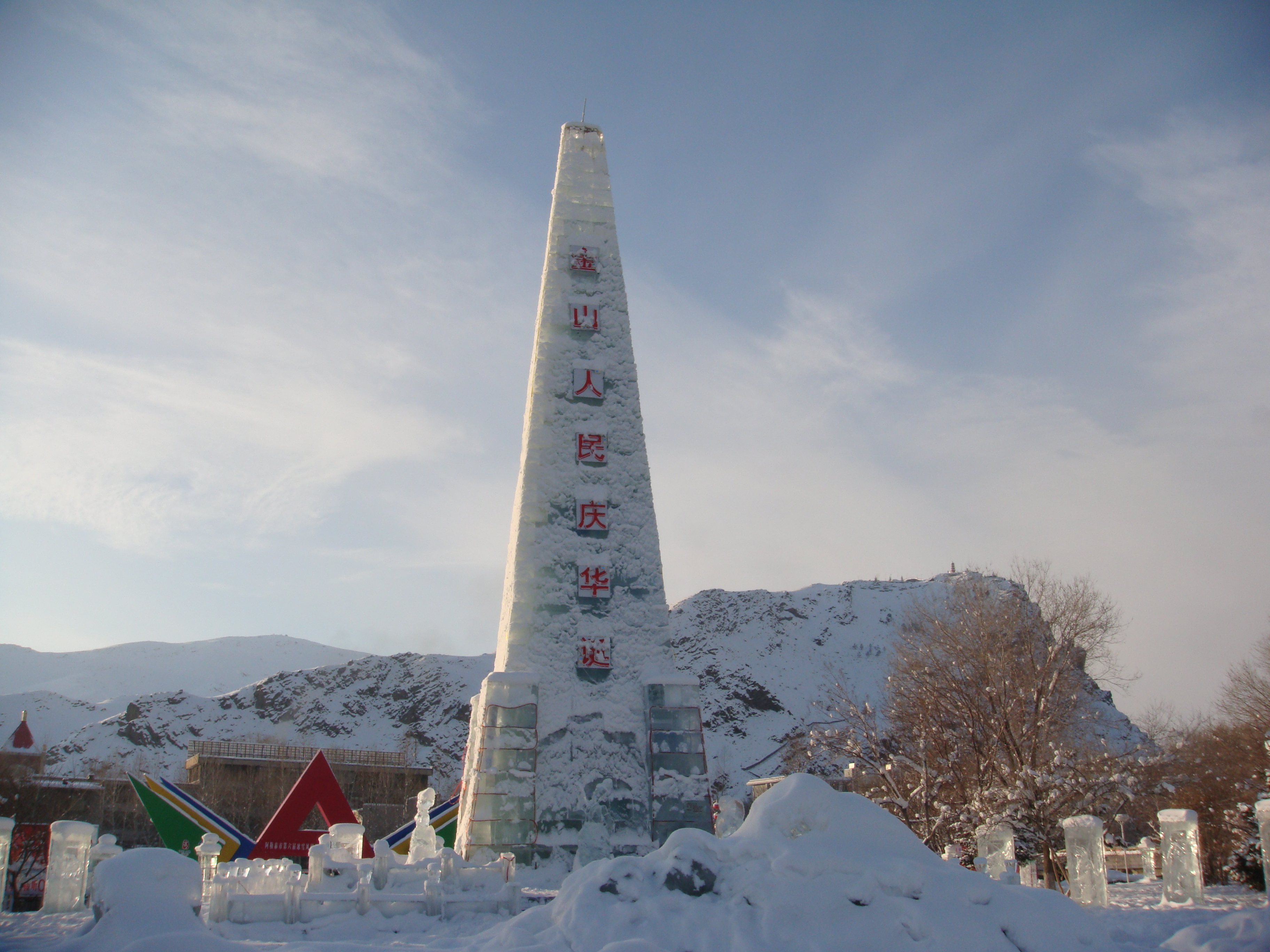
金山广场上的冰雕
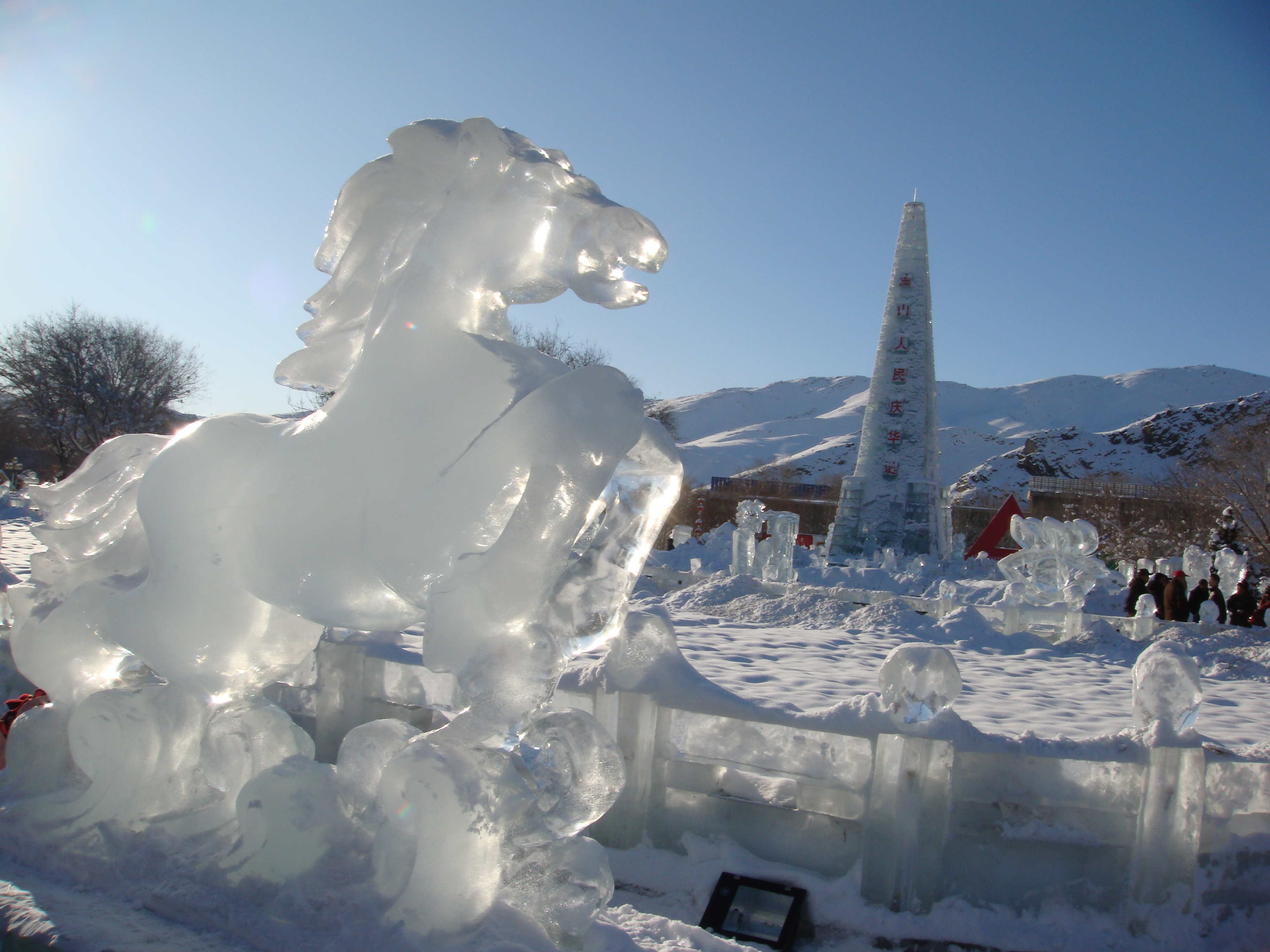
金山广场上的冰雕
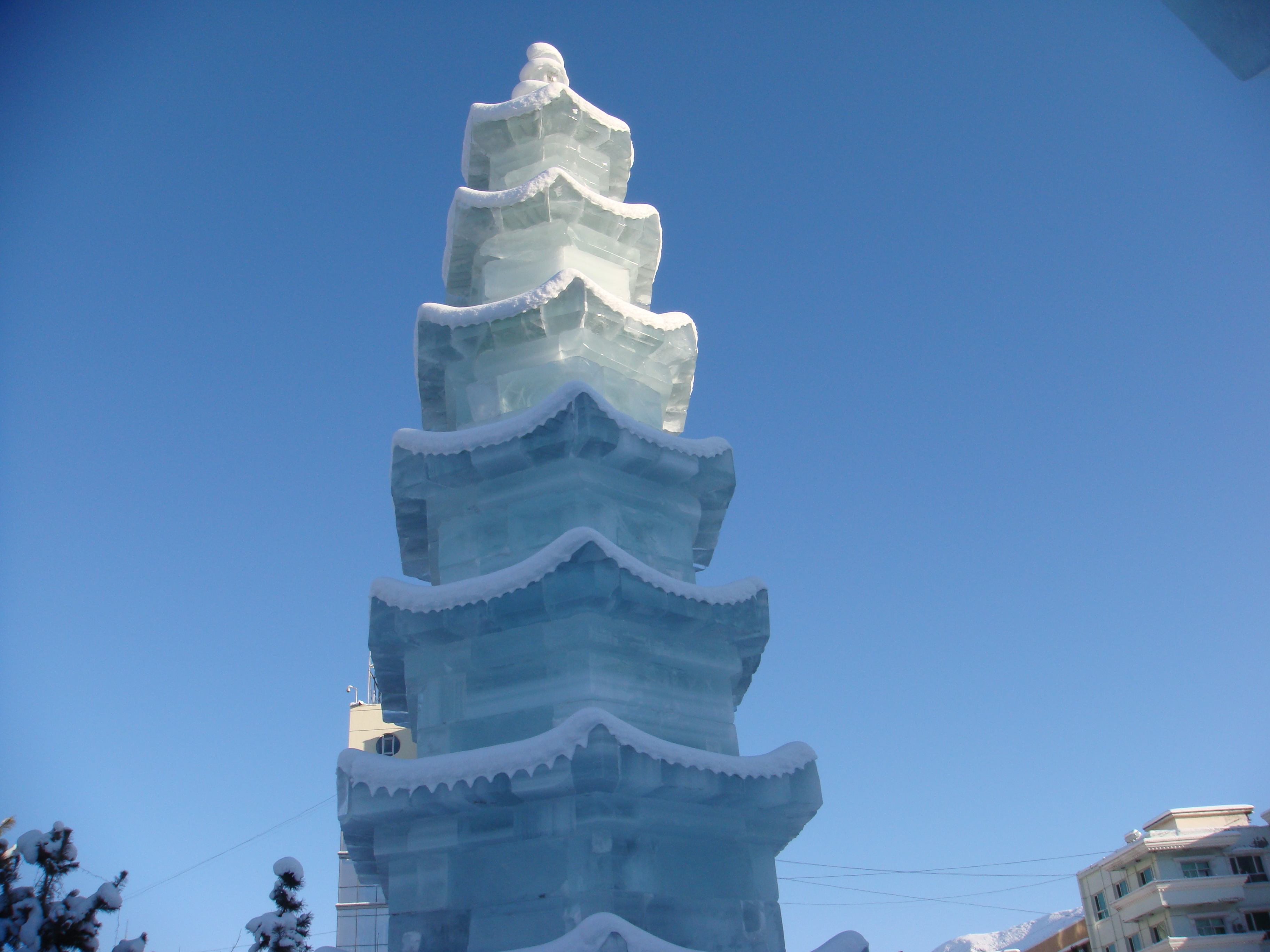
金山广场上的冰雕
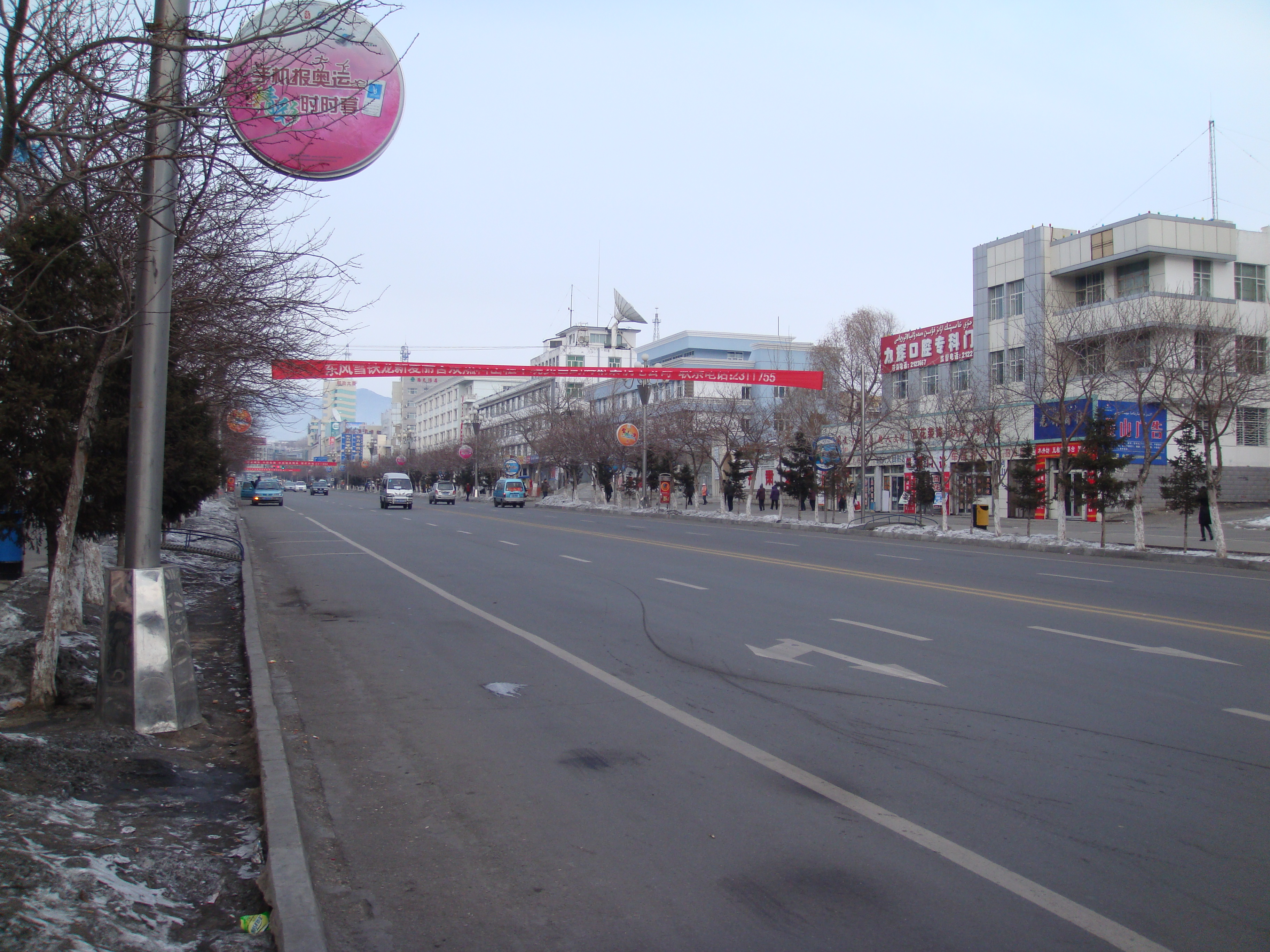
解放路街景
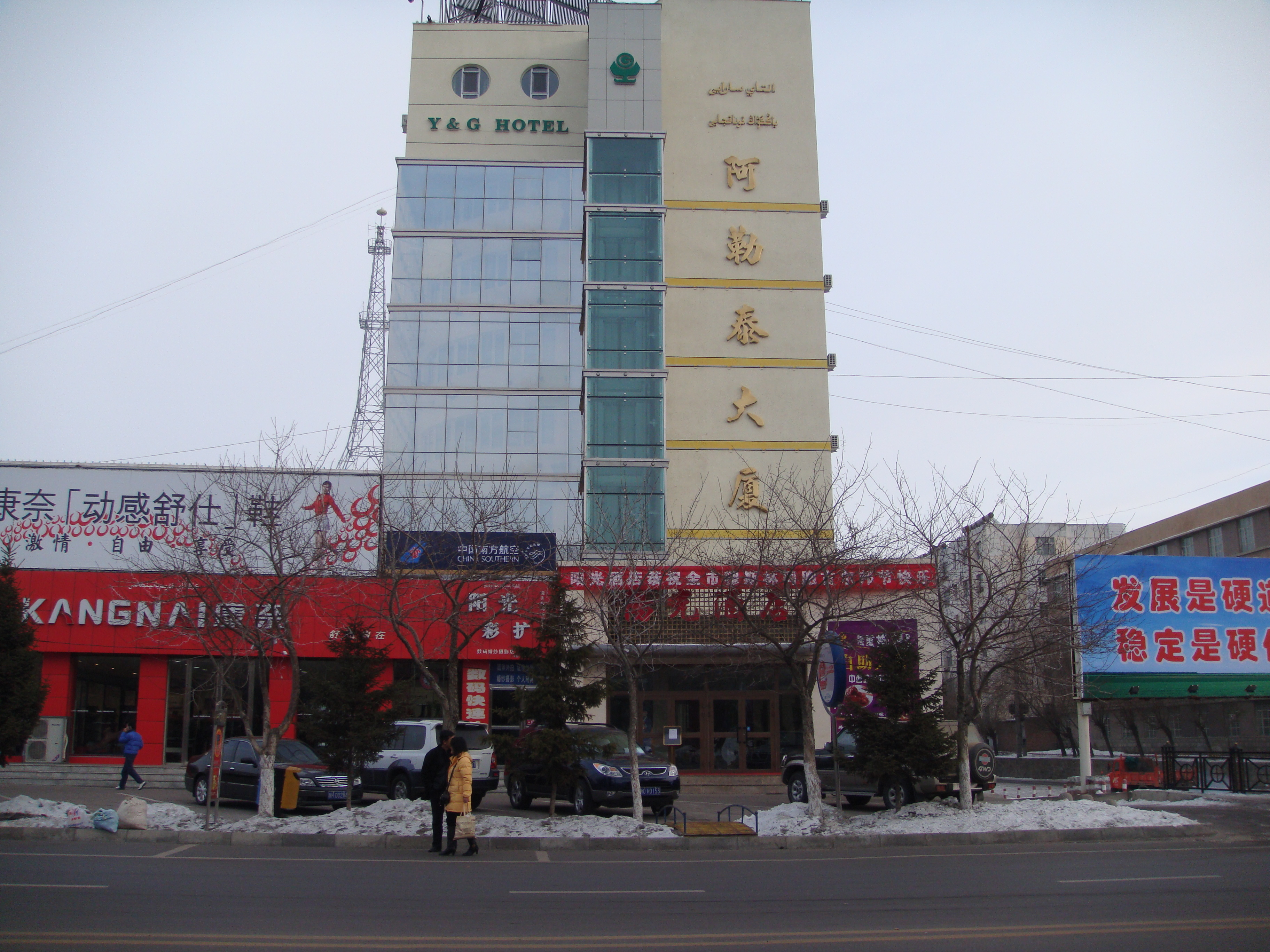
阿勒泰大厦（新阳光酒店）